# چارلی دنیس
چارلی دنیس (انگلیسی: Charlie Dennis؛ زادهٔ ۲۸ سپتامبر ۱۹۹۵) بازیکن فوتبال اهل بریتانیا است.